# ادوارد دایورز
ادوارد دایورز (انگلیسی: Edward Divers؛ ۲۷ نوامبر ۱۸۳۷ – ۸ آوریل ۱۹۱۲) یک شیمیدان اهل بریتانیا بود. 